# Les Fresholtz
Les Fresholtz é um sonoplasta estadunidense. Venceu o Oscar de melhor mixagem de som em duas ocasiões: por All the President's Men e Bird.